# شهرستان نمور
شهرستان نمور (به فرانسوی: Namur) در استان نمور  در منطقه فدرال والوون در کشور بلژیک واقع شده‌است.

## شهرها
1. آندن
2. اسس
3. اگوزه
4. فرنلمون
5. فلورف
6. فس لویل
7. ژامبلو
8. ژسو
9. ژومپ-سور-سمبر
10. لبرویر (بلژیک)
11. مته
12. نمور
13. اوئه
14. پروفوندو ویل
15. سمبرو ویل
16. سومبرف